# Discovery (Unternehmen)
Discovery, Inc. (früher bekannt als Discovery Communications) war ein US-amerikanisches globales Medien- und Unterhaltungsunternehmen, das 1982 in den USA von John Hendricks gegründet wurde. Der namensgebende Fernsehsender Discovery Channel wurde am 17. Juni 1985 gegründet. Die deutschen Sender werden von der Discovery Communications Deutschland GmbH & Co. KG in München betrieben – es ist seit 8. April 2022 Teil von Warner Bros. Discovery.
Discovery, Inc. war ursprünglich eine Tochtergruppe der Discovery Holding Company, ehemals Teil von Liberty Global (des größten Kabelnetzbetreibers außerhalb der USA). Der CEO und Chairman der Discovery Holding Company, John C. Malone, ist zugleich Chairman von Liberty Global. Discovery Communications übernahm 2013 die skandinavische SBS Group von ProSiebenSat. 1, verkaufte die dabei erworbenen Radiosender aber 2015 weiter an die Bauer Media Group. 2017 wurde der Bezahlfernsehanbieter Scripps Networks Interactive (betreibt unter anderem Travel Channel, Food Network, HGTV) übernommen.
Am 17. Mai 2021 gab AT&T eine Vereinbarung bekannt, seine Tochtergruppe WarnerMedia abzuspalten und mit Discovery, Inc. zusammenzuschließen, wodurch der nach Umsatz zweitgrößte Medienkonzern der Welt hinter Disney entstehen würde. Am 8. April 2022 wurde die Fusion komplett abgeschlossen und das fusionierte Unternehmen hieß fortan Warner Bros. Discovery.

## Sender in Deutschland

### Animal Planet
Sendestart in Deutschland war im April 2004, es werden deutsche und internationale Produktionen gesendet. Das Programm wird von der Discovery Communications Deutschland GmbH mit Sitz in München veranstaltet. Programmkooperationen bestehen mit Spiegel TV sowie der British Broadcasting Corporation (BBC).
Bis zum 30. Juni 2009 wurde Animal Planet im Rahmen des Programmbouquets von Premiere digital über Satellit sowie Kabel ausgestrahlt. Als Ersatz bei Sky Deutschland, wie Premiere seit Juli 2009 heißt, wurde der Sender durch den neuen Tiersender National Geographic Wild ersetzt. Stattdessen ist der Sender seit dem 1. Juli 2009 über den Kabelnetzbetreiber Unitymedia, seit dem 1. September 2010 bei Kabel BW und seit dem 8. März 2010 über die IPTV-Plattform Telekom Entertain der Deutschen Telekom zu empfangen.

### Discovery Channel Deutschland
Seit dem 27. August 1996 ist der Discovery Channel in Deutschland auf Sendung – zunächst über die Fernsehplattform von DF1. Nach der Fusion von DF1 mit Premiere zu Premiere World im Jahre 1999 blieb der Kanal im Programmangebot enthalten und sendet bis heute. Der Sender besitzt derzeit über zwei Millionen Abonnenten in Deutschland. Neben dem Fernsehprogramm ist der Discovery Channel seit Juli 1995 auch im Internet präsent, seit dem 28. Juli 1996 auch in deutscher Sprache.

### DMAX
DMAX ist ein privater Fernsehsender, der vornehmlich auf männliche Zuschauer ausgerichtete Reportagen, Dokumentationen, Real-Life-Programme und Lifestylemagazine ausstrahlt. Der Sender wird über Satellit, Kabelfernsehen und OTT-TV-Anbieter wie Zattoo, Joyn, waipu.tv und Wilmaa verbreitet. Die terrestrische Verbreitung über DVB-T wurde 2009 eingestellt.

### TLC
TLC ist ein privater Fernsehsender, der sich vornehmlich an weibliche Zuschauer mit Non-Fiction Unterhaltungsprogrammen richtet. Der Sender wird seit dem 10. April 2014 über Satellit, Kabelfernsehen und IPTV (u. a. Joyn) verbreitet. Einen HD-Ableger gibt es unter dem kostenpflichtigen Angebot von HD+, welches bereits ab dem 4. April 2014 aufgeschaltet wurde.

### Eurosport 1 & 2
Seit Dezember 2012 war Discovery Communications mit 20 % an Eurosport beteiligt und hält seit Juli 2015 sämtliche Anteile an diesem Sender. Eurosport ist in vielen Ländern zu empfangen, in Deutschland gehört Eurosport 1 zu den Sendern des Free-TVs und Eurosport 2 wird ausnahmslos verschlüsselt gesendet.

### HGTV
Seit dem 6. Juni 2019 ist HGTV in Deutschland über die Astra-Satelliten 19,2° Ost frei empfangbar sowie über Kabel frei empfangbar.

### TELE 5
Anfang Juli 2020 gab der Konzern bekannt, dass er den Sender Tele 5 kaufen will. Nach Genehmigung durch die zuständigen Kartellbehörden wurde die Übernahme der Betreiberin TM-TV GmbH und damit auch die Übernahme von Tele 5 zum 1. September 2020 abgeschlossen. Zeitgleich wurde bekannt, dass Senderchef Blasberg das Unternehmen verlassen wird und Alberto Horta die Position des Geschäftsführers übernimmt.
Am 1. Juli 2021 wurde die TM-TV GmbH liquidiert, die Marke TELE 5 inklusive Sendelizenz ist seitdem Teil von Discovery.